# تيم برانت
تيم برانت (بالإنجليزية: Tim Brant)‏ هو معلق رياضي أمريكي، ولد في 26 فبراير 1949.